# Liste der Bundeswehrstandorte im Saarland
Die Liste der Bundeswehrstandorte im Saarland zeigt alle derzeit aktuellen Standorte, in denen Einheiten oder Posten der Bundeswehr im Bundesland Saarland stationiert sind. Verlegungen der Einheiten zu anderen Standorten, Umbenennung und Auflösungen sowie Schließungen von Liegenschaften bzw. Standorten, sind in Klammern beschrieben. Die Abkürzungen, welche in Klammern hinter der jeweiligen Dienststelle bzw. Teilen von einer solchen aufgeführt sind, kennzeichnen die Zugehörigkeit zur jeweiligen Teilstreitkraft bzw. zum jeweiligen Organisationsbereich und stehen für:
1. Teilstreitkräfte und Zentrale Organisationsbereiche: Heer (H), Luftwaffe (L), Marine (M), Streitkräftebasis (SKB), Cyber- und Informationsraum (CIR), Zentraler Sanitätsdienst (ZSan).
2. Organisationsbereich Ausrüstung, Informationstechnik und Nutzung (AIN).
3. Organisationsbereich Personal (P).
4. Organisationsbereich Infrastruktur, Umweltschutz und Dienstleistungen (IUD).

Die Abkürzung ZMZ steht für die Zivil-Militärische Zusammenarbeit. Verbindungs-Dienststellen der ZMZ sind teilaktiv. Sie werden durch einen Stabsoffizier geführt, welcher als Vertreter der Bundeswehr im Kreis bzw. im Regierungsbezirk fungiert. Er ist mit dem Truppenausweis als Dienstausweis ausgerüstet.
Die Liste enthält außerdem Standorte, die von der Bundeswehr wegen ihrer geringen Dienstpostenanzahl offiziell nicht mehr als „Bundeswehrstandort“ bezeichnet werden. Jedoch sind dort weiterhin Bundeswehrangehörige stationiert. Die Standorte verbleiben lediglich zu Informationszwecken in der Liste. Sie sind in der Auflistung mit dem Zusatz „weniger als 15 Dienstposten“ versehen.

## Standorte
- Eft-Hellendorf
  - Munitionsdepot (SKB)
  - Bundeswehrfeuerwehr Munitionsdepot (IUD)

- Freisen (weniger als 15 Dienstposten)
  - Güteprüfstelle Bundeswehr Freisen (AIN)

- Lebach
  - Graf-Haeseler-Kaserne
    - Luftlandeaufklärungskompanie 260 (H)
    - Fernmeldekompanie Eurokorps (H)
    - weitere Dienststellen

- Merzig
  - Kaserne Auf der Ell
    - 8./Fallschirmjägerregiment 26 (H)
    - 9./Fallschirmjägerregiment 26 (H)
    - 10./Fallschirmjägerregiment 26 (H)
    - Sanitätsversorgungszentrum Merzig (ZSan)
    - weitere Dienststellen

- Nonnweiler (weniger als 15 Dienstposten)
  - Güteprüfstelle Bundeswehr Freisen (AIN)

- Saarbrücken (weniger als 15 Dienstposten)
  - weitere Dienststellen

- Saarlouis
  - Graf-Werder-Kaserne
    - Stab Luftlandebrigade 1 (H)
    - Stabs-/Fernmeldekompanie Luftlandebrigade 1 (H)
    - Luftlandepionierkompanie 260 (H)
    - Landeskommando Saarland (SKB)
    - Familienbetreuungszentrum Saarlouis (SKB)
    - Sanitätsversorgungszentrum Saarlouis (ZSan)
    - Karrierecenter der Bundeswehr (P)
    - weitere Dienststellen

- Sankt Wendel (weniger als 15 Dienstposten)
  - Ausbildungswerkstatt (SKB)
  - weitere Dienststellen